# Frudalstunnel

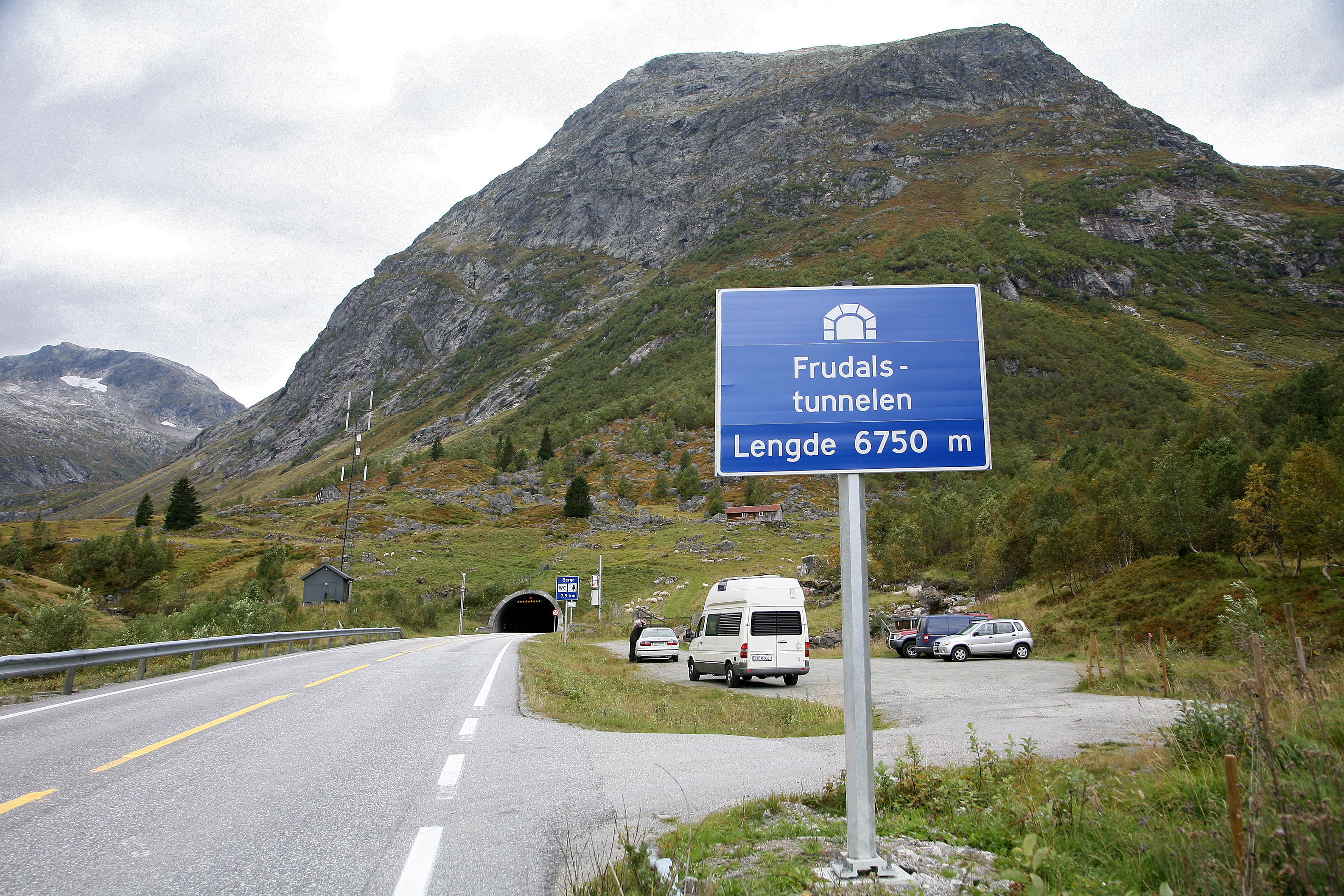
Einfahrt zum Frudalstunnel

Der Frudalstunnel ist ein einröhriger Straßentunnel zwischen Frudal und Berge in der Kommune Sogndal in der norwegischen Provinz Vestland. Der Tunnel im Verlauf des Riksvei 5 ist 6758 m lang.